# Life (журнал)
Life (по-русски «Лайф», на обложке стилизуется как LIFE) — название трёх последовательно выходивших американских журналов:
- Юмористический и общей тематики журнал Life, выходивший с 1883 по 1936 год. Основатель журнала Time Генри Люс купил его исключительно для того, чтобы получить права на имя.
- Еженедельный новостной журнал, выходивший с 1936 до 1972 год, с сильным акцентом на фотожурналистику. Затем выходил ежемесячно с 1978 по 2000 год[3].
- Еженедельное приложение к газетам Los Angeles Times, The Miami Herald и The Washington Post, выходившее с 2004 по 2007 год.

## История
Lifе был основан в 1883 году Джоном Эймсом Митчеллом, походил на журнал Puck, и публиковался в течение 53 лет как развлекательный журнал, с упором на иллюстрации, шутки и социальный комментарий. Девиз первого выпуска Lifе — «Есть жизнь — есть надежда». В нём работали многие величайшие писатели, редакторы и карикатуристы своей эпохи, в том числе Чарльз Дана Гибсон, Норман Роквелл и Гарри Оливер. После смерти Митчелла в 1918 году, Чарльз Гибсон купил журнал за 1 миллион долларов. Но мир к тому времени сильно изменился. Это уже были не «веселые девяностые», когда популярен был семейный юмор, а девушки носили платье длиной до пола. После Первой мировой войны людей заинтересовала сексуальность, а юмор стал более циничным. В поздние годы журнал печатал краткие отзывы о кино и фильмах (аналогичные выходившим в журнале The New Yorker), шедших в Нью-Йорке. Но несмотря на гениальный персонал, Life неизбежно катился к финансовому краху. Журнал потерял многих подписчиков во время Великой депрессии. Набирал популярность New Yorker, а также периодики с непристойным юмором, такие как Ballyhoo и Hooey.

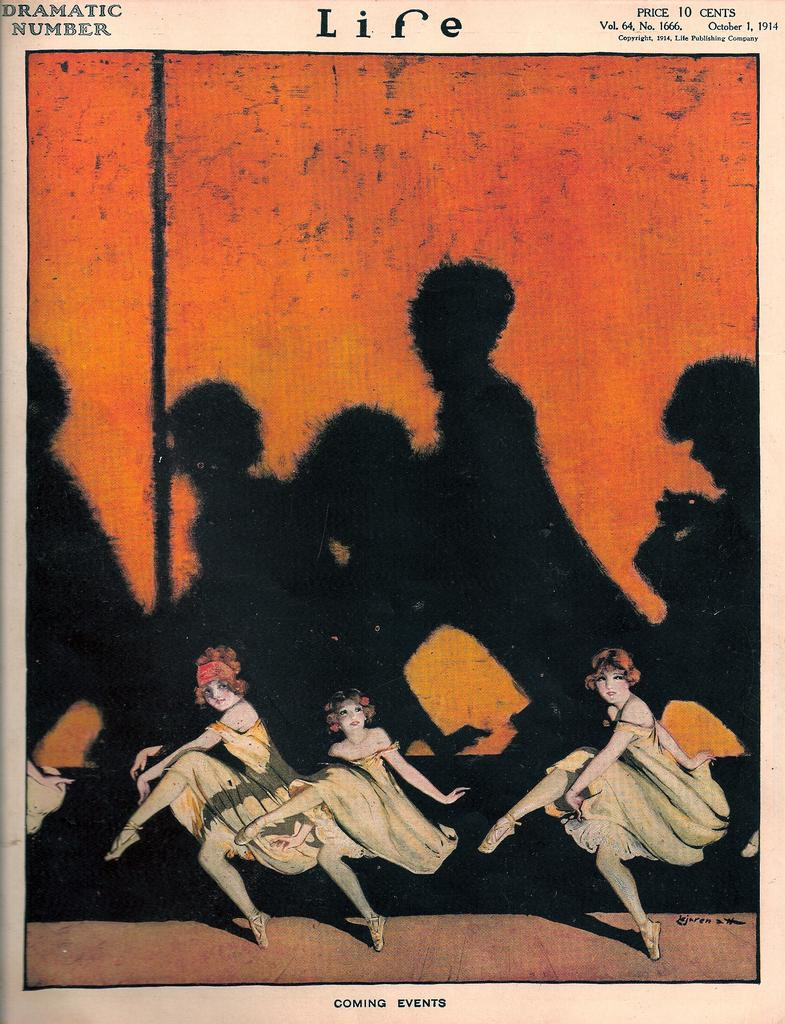
Life Magazines, 1914

В 1936 году издатель Генри Люс заплатил 92 тысячи долларов за Life. В период Генри Люса Life был первым полностью фотографическим американским журналом новостей, выходившим 40 лет. Вклад в американскую фотожурналистику трудно переоценить. Возможно, самой знаменитой фотографией является «Медсестра в объятиях моряка» от 27 августа 1945 года, снятая Альфредом Эйзенштадтом в Нью-Йорке во время празднования победы над Японией.
Первый номер вышел в 1936 году. Журнал неоднократно менял формат и закрывался: к примеру с 1936 года до его закрытия в 1972 году это был еженедельник. В 1978 году, после шестилетнего перерыва, его выпуск был возобновлён, но уже в формате ежемесячного издания. Однако в 2000 году Life вновь прекратил своё существование. Потеря рентабельности фотожурнала тесно связана с развитием телевидения.
Американский журналист Джордж Стори (англ. George Story) родился чуть ли не в один день с журналом Life в 1936 году. В первом номере Life появилась фотография новорожденного Джорджа с подзаголовком «Жизнь начинается» (англ. Life Begins). В дальнейшем судьба Стори периодически освещалась на страницах журнала — две его женитьбы, отцовство, уход на пенсию. 4 мая 2000 года, всего через несколько дней после публичного объявления о повторном закрытии журнала, 63-летний Джордж Стори скончался от инфаркта. Ему была посвящена статья в последнем выпуске журнала, который вышел в мае 2000 года.
Вокруг закрытия журнала Life и выхода его последнего печатного номера построен сюжет фильма «Невероятная жизнь Уолтера Митти».

## Рейтинги людей, событий и фотографий по версии журнала
В 1997 году был опубликован список 100 наиболее важных событий второго тысячелетия (англ. LIFE Top 100 Events of the Millennium). Критики отмечали переоценку и недооценку некоторых событий.
В 1999 году журнал опубликовал список 100 наиболее важных людей второго тысячелетия (англ. LIFE 100 most important people of the second millennium). Этот список критиковался за непропорционально большое количество представителей США (страны, которой чуть больше 200 лет), за низкий номер Эйнштейна, за отсутствие некоторых известных людей и наличие малоизвестных людей.
1. Томас Эдисон
2. Христофор Колумб
3. Мартин Лютер
4. Галилео Галилей
5. Леонардо да Винчи
6. Исаак Ньютон
7. Фернан Магеллан
8. Луи Пастер
9. Чарлз Дарвин
10. Томас Джефферсон
11. Уильям Шекспир
12. Наполеон I
13. Адольф Гитлер
14. Чжэн Хэ
15. Генри Форд
16. Зигмунд Фрейд
17. Ричард Аркрайт
18. Карл Маркс
19. Николай Коперник
20. Братья Райт
21. Альберт Эйнштейн
22. Махатма Ганди
23. Хубилай
24. Джеймс Мэдисон
25. Симон Боливар
26. Мэри Уолстонкрафт
27. Гульельмо Маркони
28. Мао Цзэдун
29. Владимир Ленин
30. Мартин Лютер Кинг
31. Александр Белл
32. Рене Декарт
33. Людвиг ван Бетховен
34. Фома Аквинский
35. Авраам Линкольн
36. Микеланджело
37. Васко да Гама
38. Сулейман I
39. Сэмюэл Морзе
40. Жан Кальвин
41. Флоренс Найтингейл
42. Эрнан Кортес
43. Джозеф Листер
44. Ибн Баттута
45. Чжу Си
46. Грегор Мендель
47. Джон Локк
48. Акбар I Великий
49. Марко Поло
50. Данте Алигьери
51. Джон Рокфеллер
52. Жан-Жак Руссо
53. Нильс Бор
54. Жанна д’Арк
55. Фредерик Дуглас
56. Людовик XIV
57. Никола Тесла
58. Иммануил Кант
59. Фань Куань
60. Отто фон Бисмарк
61. Вильгельм I Завоеватель
62. Гвидо д’Ареццо
63. Джон Гаррисон
64. Иннокентий III
65. Хайрем Стивенс Максим
66. Джейн Аддамс
67. Цао Сюэцинь
68. Маттео Риччи
69. Луи Армстронг
70. Майкл Фарадей
71. Авиценна
72. Симона де Бовуар
73. Джалаладдин Руми
74. Адам Смит
75. Мария Склодовская-Кюри
76. Андреа Палладио
77. Пётр I
78. Пабло Пикассо
79. Луи Дагер
80. Антуан Лавуазье
81. Финеас Барнум
82. Эдвин Хаббл
83. Сьюзен Энтони
84. Рафаэль Санти
85. Хелен Келлер
86. Кацусика Хокусай
87. Теодор Герцль
88. Елизавета I
89. Клаудио Монтеверди
90. Уолт Дисней
91. Нельсон Мандела
92. Роджер Баннистер
93. Лев Толстой
94. Джон фон Нейман
95. Сантьяго Рамон-и-Кахаль
96. Жак Ив Кусто
97. Екатерина Медичи
98. Ибн Хальдун
99. Кваме Нкрума
100. Карл Линней

В 2003 году редакторами журнала была опубликована книга 100 фотографий, которые изменили мир (некоторые фотографии из книги Архивная копия от 8 февраля 2014 на Wayback Machine).

## Партнерство с Google
18 ноября 2008 года поисковая система Google начала хостинг архива фотографий журнала (десять миллионов изображений). Многие изображения в этом архиве никогда не были опубликованы в журнале. Архив доступен через поиск картинок Google. Кроме того, полный архив статей доступен (1936—1972) в «Google Books» и через «Поиск книг Google».

## Авторы
С 1936 в журнале работали многие известные журналисты:
- Андреас Фейнингер (фотокорреспондент)
- Берри Беренсон (фотокорреспондент)
- Маргарет Бурк-Уайт (фотокорреспондент)
- Ларри Барроуз (фотокорреспондент)
- Роберт Капа (фотокорреспондент)
- Брэд Даррак (кинокритик)
- Уилер Уинстон Диксон (кинокритик)
- Альфред Эйзенштадт (фотокорреспондент)
- Билл Эппридж (фотокорреспондент)
- Клай Фелкер (спортивный корреспондент, основатель New York Magazine)
- Боб Гомельской (фотокорреспондент)
- Алан Грант (фотокорреспондент)
- Филипп Халсман (фотограф)
- Нина Лин (фотограф)
- Дора Джейн Хамблин (корреспондент)
- Дирк Холстед (фотокорреспондент)
- Мэри Хамман (редактор)
- Бернард Хоффман (фотокорреспондент)
- Анри Юэ (фотокорреспондент)
- Салли Киркланд (редактор моды)
- Уилл Ланг младший (глава бюро)
- Доротея Ланж
- Мэри Ли Логан Литерби (фильм-редактор)
- Генри Люс (издатель, главный редактор, 1936—1964)
- Гензель Мит(фотокорреспондент)
- Ли Миллер (фотокорреспондент)
- Гьен Мили (фотокорреспондент)
- Ральф Морс (фотокорреспондент)
- Карл Майданс (фотокорреспондент)
- Гордон Паркс (фотокорреспондент)
- Джон Филлипс (фотокорреспондент)
- Пол Шуцер (фотокорреспондент)
- Марк Шоу (фотограф)
- Арт Шей (фотокорреспондент)
- Джордж Силк (фотокорреспондент)
- У. Юджин Смит (фотокорреспондент)
- Дэвид Снелл (писатель и карикатурист)
- Петер Стакпол (фотокорреспондент)
- Эдвард Стайхен (портрет-фотограф)
- Карина Тайра (модный фотограф)
- Эдвард К. Томпсон (главный редактор в 1949—1961 и 1961—1970)
- Томас Томпсон (писатель)
- Джон Вахон (фотокорреспондент)
- Джефф Веспа (фотокорреспондент и редактор)
- Джеймс Уоттерс (кинокритик)
- Джеймс М. Уитмор (фотокорреспондент)
- Тони Заппон (фотокорреспондент, европейское издание)